# James H. Hazel
James Henry Hazel (* 21. Juli 1888 in Dover, Delaware; † Januar 1965 in Delaware) war ein US-amerikanischer Politiker. Zwischen 1929 und 1933 war er Vizegouverneur des Bundesstaates Delaware.
Über die Jugend und Schulausbildung von James Hazel ist nichts überliefert. Auch über seinen Werdegang jenseits der Politik gibt es in den Quellen keine Angaben. Er wurde Mitglied der Republikanischen Partei. 1928 wurde er an der Seite von C. Douglass Buck zum Vizegouverneur von Delaware gewählt. Dieses Amt bekleidete er zwischen 1929 und 1933. Dabei war er Stellvertreter des Gouverneurs und Vorsitzender des Staatssenats.
Im Juni 1936 nahm James Hazel als Delegierter an der Republican National Convention in Cleveland teil. Danach ist er politisch nicht mehr in Erscheinung getreten. Er starb im Januar 1965 an einem nicht überlieferten Ort in Delaware.